# Wolfram(III)-bromid
Wolfram(III)-bromid ist eine anorganische chemische Verbindung des Wolframs aus der Gruppe der Bromide.

## Gewinnung und Darstellung
Wolfram(III)-bromid kann durch Reaktion von Wolfram(II)-bromid oder dessen Dihydrat mit Brom bei 50 °C gewonnen werden.
{\displaystyle \mathrm {[W_{6}Br_{8}]Br_{4}\cdot 2H_{2}O+3\ Br_{2}\longrightarrow [W_{6}Br_{12}]Br_{6}+2\ H_{2}O} }

## Eigenschaften
Wolfram(III)-bromid ist schwarzer, thermisch instabiler Feststoff. Ab 180 °C erfolgt im Vakuum die Zersetzung in Wolfram(II)-bromid und Brom. Er ist an Luft und gegenüber Wasserstoff beständig und begrenzt löslich in Tetrachlorkohlenstoff, Acetonitril und Benzol. Seine Kristallstruktur ist isotyp zu der von Wolfram(III)-chlorid (trigonal, a = 1572 pm, c = 882 pm).